# Cricotopus elegans
Espèce
Synonymes
Cricotopus (Cricotopus) elegans
Cricotopus elegans est une espèce de diptères nématocères de la famille des Chironomidae et de la sous-famille des Orthocladiinae. 
Elle est trouvée en Europe et aux États-Unis. Les larves minent les feuilles des plantes aquatiques du genre Potamogeton.